# Arte Portuguesa (revista)
A Arte Portuguesa : revista mensal de belas-artes publicou-se mensalmente no Porto entre 1882 e 1884 como Revista do Centro Artístico Portuense, cujo objetivo era colocar em prática um sistema de ensino inovador, criando ateliers para o estudo do modelo vivo, o estudo de roupas e a organização de digressões artísticas e ainda, um curso público de desenho graduado e modelação. Ora a revista Arte Portuguesa procura ser o reflexo das atividades do centro e canal de apresentação e divulgação de trabalhos e obras considerados relevantes. Alguns dos nomes ligados a este projeto são: Soares dos Reis, Marques de Oliveira, Henrique Pousão, Joaquim de Vasconcelos e Tomas Soller.